# 虎妈战歌
《虎妈战歌》（英語：Battle Hymn of the Tiger Mother）是耶魯大學美籍華裔教授蔡美儿（Amy Chua）2011年出版的一本书，为蔡美儿出版的第三本书。书中比较了东西方教育的差异，并列出了自己严厉的教女方式。本書書名取自美國的愛國歌曲《共和國戰歌》（Battle Hymn of the Republic）。

## 翻譯版
- （简体中文）《我在美國做媽媽：耶魯法學院教授的育兒經》，张新华译，2011年1月 ISBN 9787508626116 中信出版社出版[3]
- （繁體中文）《虎媽的戰歌》，錢基蓮譯，2011年3月 ISBN 9789862161517 天下文化出版[4]
- （简体中文）《虎妈战歌》，张新华译，2011年7月 ISBN 9780862611606 中信出版社出版[5]